# Бій подушками

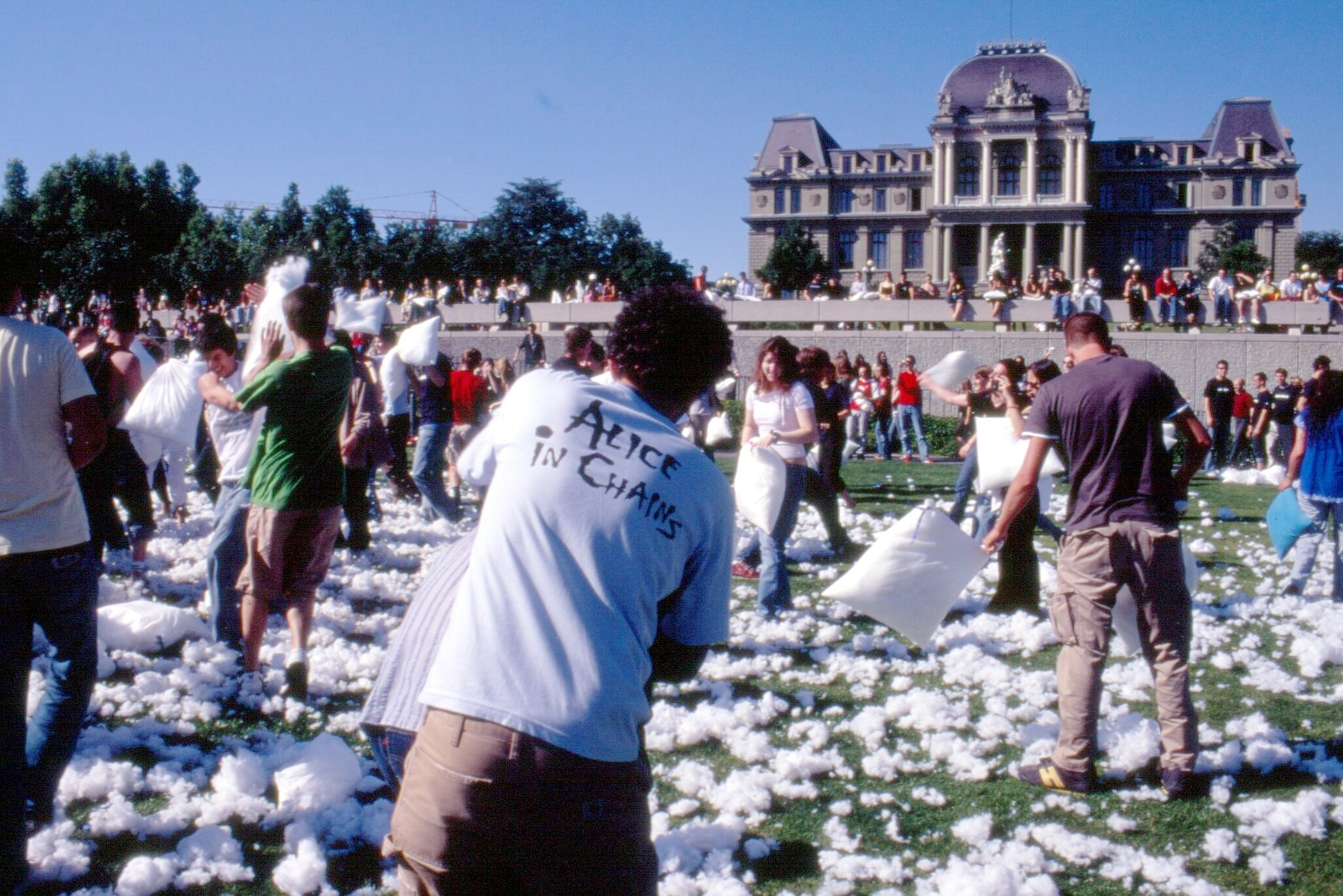
Бій подушками в Лозанні

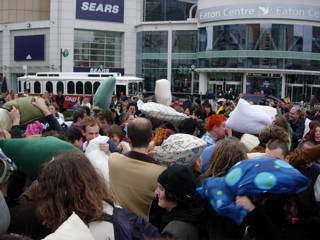
Бій подушками в Торонто

Бій подушками (або подушковий бій) — поширена розвага, дитяча гра, в яку часом можуть грати і дорослі. Являє собою імітацію битви холодною зброєю, якою слугують подушки.
Для зручності та збільшення ефективності удару подушку потрібно тримати за кут, часто цей кут перекручують, тоді утворюється своєрідна «рукоятка». Також подушка може використовуватися як «метальна зброя» при киданні її в супротивника.
Подушкові бої пуховими подушками часто закінчуються розриванням подушок, що призводить до поширення пір'я по кімнаті.

## Цікаві факти
Для військових курсантів Вест-Пойнту (США) бій подушками щорічно влаштовується після літніх зборів.